# Galaun
Die Galaunalm ist eine aufgelassene Alm und der gleichnamige schwach ausgeprägte Sattel auf dem Rücken zwischen Riederstein und Kleinem Tegernseer Berg. Bekannt ist Galaun vor allen Dingen durch die unterhalb der Riedersteinkapelle befindliche Berggaststätte Riederstein am Galaun am Sattel.

## Geographie
Der Sattelpunkt und die heutige Berggaststätte befinden sich westlich unterhalb des markanten Felsvorsprungs des Riederecks mit Blick auf die Riedereckkapelle und können sowohl von Rottach als auch dem Ort Tegernsee in einfacher Bergwanderung auf Forstwegen erreicht werden.